# Vickers VC10
Vickers VC10 — пасажирський далекомагістральний широкофюзеляжний літак.

## Тактико-технічні характеристики
- Екіпаж: 4
- Пасажиромісткість: 150
- Вантажопідйомність: 26030 кг
- Довжина: 48,36 м
- Висота: 12,04 м
- Розмах крила: 44,55 м
- Площа крила: 272,4 м ²
- Нормальна злітна маса: 164000 кг
- Двигун: 4 × ТРДД Rolls-Royce 301 Conway